# Polskie odznaczenia resortowe
Polskie odznaczenia resortowe (ministerialne) – nadawane na mocy decyzji ministra lub urzędnika kierującego instytucją odznaczającą. W Polsce nie mają rangi odznaczeń państwowych, które są nadawane na mocy decyzji Prezydenta RP. Zwykle mają formę medali lub odznak. Medale są noszone na lewej piersi, po polskich odznaczeniach państwowych, zwyczajowo w kolejności ich nadania. Odznaki są noszone na prawej lub lewej piersi.

## Obecne odznaczenia resortowe (lista niepełna)
Wg daty ustanowienia/zmiany:
- 1951/1968/1996 – Medal „Siły Zbrojne w Służbie Ojczyzny” – Minister ON
- 1956/1972/1982/2000 – Medal Komisji Edukacji Narodowej – Minister EN
- 1962/2004 – Odznaka „Za opiekę nad zabytkami” – Minister KiDN
- 1966/1969/1991/2012/2013 – Medal „Za Zasługi dla Obronności Kraju” – Minister ON
- 1969/1994/2005/2012 – Odznaka honorowa „Zasłużony dla Kultury Polskiej” – Minister KiDN
- 1976/2016 – Medal „Opiekun Miejsc Pamięci Narodowej” – Minister KiDN
- 1986/2003 – Odznaka honorowa „Za zasługi dla ochrony zdrowia” – Minister Z
- 1988/2004 – Odznaka Honorowa za Zasługi dla Ochrony Pracy – GIP
- 1995/2003 – Odznaka honorowa „Za Zasługi dla Wynalazczości” – Prezes RM
- 1996/2001/2003 – Odznaka honorowa „Zasłużony dla Łączności” – Minister IiB
- 1996/1997 – Odznaka honorowa „Zasłużony dla Systemu Badań i Certyfikacji” – Dyrektor PCBiC
- 1996/2001 – Odznaka honorowa „Zasłużony dla Rolnictwa” – Minister RiRW
- 1997/2001 – Odznaka honorowa „Zasłużony dla polskiej geologii” – Minister Ś
- 1997/2000 – Odznaka honorowa „Zasłużony Pracownik Morza” – Minister GMiŻŚ
- 1997/2000 – Odznaka honorowa „Zasłużony dla transportu RP” – Minister IiB
- 1997/2000 – Odznaka honorowa „Zasłużony dla drogownictwa” – Minister IiB
- 1997 – Odznaka honorowa „Zasłużony dla Leśnictwa” – Minister Ś
- 1997/2006 – Odznaka honorowa „Zasłużony Honorowy Dawca Krwi” – PCK
- 1997/2005 – Odznaka „Honorowy Dawca Krwi – Zasłużony dla Zdrowia Narodu” – Minister Z
- 1997/2006/2008 – Odznaka „Zasłużony dla Ochrony Przeciwpożarowej” – Minister SW
- 1997/2003/2010 – Odznaka „Za zasługi w pracy penitencjarnej” – Minister Spraw.
- 1998/2002 – Odznaka honorowa „Za Zasługi dla Turystyki” – Minister SiT
- 1998/2001/2016 – Odznaka honorowa „Za zasługi dla Energetyki” – Minister R
- 1999/2002/2009/2016 – Odznaka honorowa „Za Zasługi dla Geodezji i Kartografii” – Minister AiC
- 1999/2002/2013/2016 – Odznaka honorowa „Za zasługi dla budownictwa” – Minister IiB
- 1999 – Medal Wojska Polskiego – Minister ON
- 2000 – Odznaka honorowa „Zasłużony dla Kolejnictwa” – Minister IiB
- 2001 – Medal „Za Zasługi dla Policji” – Minister SW
- 2001/2016 – Odznaka honorowa „Zasłużony dla górnictwa RP” – Minister R
- 2003 – Odznaka honorowa „Za zasługi dla statystyki RP” – Prezes GUS
- 2003/2011 – Odznaka honorowa „Za Zasługi dla bankowości RP” – Prezes NBP
- 2003 – Odznaka honorowa „Za Zasługi dla Finansów Publicznych RP” – Minister F
- 2004 – Medal za Zasługi dla Straży Granicznej – Minister SW
- 2005 – Medal „Zasłużony Kulturze Gloria Artis” – Minister KiDN
- 2005/2008 – Odznaka „Dawca Przeszczepu” – Minister Z
- 2009 – Odznaka Honorowa „Bene merito” – Minister SZ
- 2009 – Odznaka honorowa „Za Zasługi dla Ochrony Praw Człowieka” – RPO
- 2010/2012 – Odznaka „Semper paratus” – DGSW
- 2011 – Medal „Pro Patria” – Kierownik UDSKiOR
- 2011 – Odznaka Honorowa „Za zasługi w działaniach poza granicami RP” – Minister SW
- 2011 – Odznaka Honorowa imienia gen. Stefana Roweckiego „Grota” – Szef ABW
- 2011/2013 – Odznaka Honorowa „Za zasługi w zapewnianiu bezpieczeństwa państwa poza granicami RP” – Prezes RM
- 2011/2016 – Odznaka honorowa „Zasłużony dla Przemysłu Naftowego i Gazowniczego” – Minister E
- 2012 – Odznaka „Za Zasługi dla Sportu” – Minister SiT
- 2013 – Odznaka Honorowa za Zasługi dla Ochrony Praw Dziecka – RPD
- 2013 – Odznaka Honorowa Zasłużonego dla Bezpieczeństwa w Górnictwie – Prezes WUG
- 2014 – Odznaka Honorowa za Zasługi dla Rozwoju Gospodarki RP – Minister R
- 2015 – Odznaka Honorowa za Zasługi dla Legislacji – Prezes RM
- 2015/2016 – Odznaka Honorowa za Zasługi dla Samorządu Terytorialnego – Minister AiC
- 2015 – Odznaka Honorowa Primus in Agendo – Minister RPiPS
- 2015 – Odznaka honorowa „Działacza opozycji antykomunistycznej lub osoby represjonowanej z powodów politycznych” – Kierownik UDSKiOR
- 2015 – Medal „Reipublicae Memoriae Meritum” – Prezes IPN
- 2018 – Medal „Pro Bono Poloniae” – Kierownik UDSKiOR
- 2017/2021 – Odznaka honorowa „Zasłużony dla repatriacji” – Prezes RM
- 2019 – Odznaka okolicznościowa Medal Stulecia Utworzenia Policji Państwowej – Minister SWiA
- 2020 – Odznaka Honorowa Meritis pro Familia – Minister RPiPS
- 2020 – Odznaka okolicznościowa Medal 20-lecia Utworzenia Centralnego Biura Śledczego – Minister SWiA
- 2021 – Odznaka/Medal imienia podkomisarza Policji Andrzeja Struja – Minister SWiA
- 2021 – Odznaka Świętego Floriana „Za Zasługi dla Społeczności Lokalnej” – Minister SWiA
- 2021 – Odznaka okolicznościowa Medal Trzydziestolecia Powołania Straży Granicznej – Minister SWiA
- 2022 – Odznaka Honorowa za Zasługi dla Komunikacji Elektronicznej – Minister ds. informatyzacji
- 2022 – Odznaka Honorowa za Zasługi dla Ochrony Środowiska i Klimatu – Minister ds. klimatu
- 2022 – Medal „Zasłużony dla Nauki Polskiej Sapientia et Veritas” – Minister EiN
- 2022 - Medal 100-lecia utworzenia Akademii Marynarki Wojennej – Minister ON
- 2023 – Odznaka Honorowa za Zasługi dla Polonii i Polaków za Granicą – Prezes RM
- 2023 – Odznaka Honorowa za Zasługi dla Wymiaru Sprawiedliwości – Minister Spraw.
- 2023/2024 – Odznaka Honorowa za Zasługi dla Służby Cywilnej – Prezes RM
- 2024 – Odznaka okolicznościowa Medal Stulecia Powołania Formacji Ochronnej – Minister SWiA
- 2024 - Medal 100-lecia utworzenia Lotniczej Akademii Wojskowej – Minister ON

## Dawne odznaczenia resortowe

### Odznaczenia II RP
- Medal za Ratowanie Ginących – Minister Spraw Wewn.
- Medal Pamiątkowy za Wojnę 1918–1921 – Minister Spraw Wojsk.
- Medal Dziesięciolecia Odzyskanej Niepodległości – PRM i ministrowie poszczególnych ministerstw
- Wawrzyn Akademicki – Minister WRiOP
- Odznaka honorowa „Gwiazda Polskiej Akademii Literatury” – Minister WRiOP
- Odznaka honorowa dla Oficerów (Równorzędnych) i Szeregowych za Czas Pobytu na Froncie
- Odznaka honorowa dla Oficerów (Równorzędnych) i Szeregowych za Rany i Kontuzje
- Odznaka honorowa dla Ochotników – Minister Spraw Wojsk.
- Państwowa Odznaka Sportowa – Przewodniczący WKWF
- Państwowa Odznaka Motorowa – Przewodniczący PUWFiPW
- Odznaki Personelu Latającego – Naczelny Wódz
- Odznaka „Znak Pancerny” – Minister Spraw Wojsk.
- Odznaka „Znak Wojsk Łączności” – Minister Spraw Wojsk.
- Odznaka Pamiątkowa Generalnego Inspektora Sił Zbrojnych – GISZ
- Odznaki przysposobienia wojskowego
- Wojskowe żetony strzeleckie
- Odznaka za Władanie Bronią Konno
- Odznaka Grenadierska
- Odznaka Celowniczego C.K.M.
- Odznaczenia za prace wynalazcze
- Medal dla Hodowców Koni dla Potrzeb Armii
- Odznaczenia za produkcję owczarską i lniarską
- Odznaka za Wybitne Zasługi w Pracy w Rzemiośle
- Odznaka za Długoletnią Pracę w Przemyśle Przetwórczym
- Odznaka za Długoletnią Pracę w Przemyśle Górniczym (Hutniczym)
- Odznaka pamiątkowa Pięciolecia Polskiego Sądownictwa Państwowego
- Odznaka pamiątkowa Pięciolecia Polskiego Więziennictwa Cywilnego
- Odznaka pamiątkowa Dziesięciolecia Istnienia Więziennictwa Polskiego
- Odznaczenia państwowe nadawane na wystawach gospodarczych
- Odznaczenia państwowe nadawane na Powszechnej Wystawie w 1929 r. w Poznaniu
- Odznaka pamiątkowa „Za ofiarną pracę”
- Odznaka honorowa „Za ofiarną pracę”
- Odznaka honorowa dla Korespondentów Rolnych Głównego Urzędu Statystycznego

### Odznaczenia II RP na obczyźnie
- Odznaka Skarbu Narodowego Rzeczypospolitej Polskiej

### Odznaczenia PRL
- Odznaka „10 lat w Służbie Narodu” (1954/1962-1974)
- Odznaka „20 lat w Służbie Narodu” (1964-1974)
- Odznaka „400 lat Poczty Polskiej” (1958-1989)
- Odznaka „Zasłużony Pracownik Gospodarki Terenowej i Ochrony Środowiska” (1973-1985)
- Odznaka „W Służbie Penitencjarnej” (1959–1997)
- Odznaka honorowa dla korespondentów Głównego Urzędu Statystycznego (1958-1989)
- Odznaka honorowa „Zasłużonemu Działaczowi ORMO” (1967-1989)
- Odznaka honorowa „Zasłużony Pracownik Rady Narodowej” (1969-1976)
- Odznaka „Przodownik Pracy” (1949-1974)
- Odznaka „Zasłużony Przodownik Pracy” (1949-1974)
- Odznaka „Przodownik Pracy Socjalistycznej” (1974-1982)
- Odznaka „Zasłużony Przodownik Pracy Socjalistycznej” (1974-1982)

### Odznaczenia PRL i III RP (ust. w PRL)
Według daty uchylającego aktu normatywnego
30 maja 1990
- Odznaka „Zasłużony Pracownik Przemysłu Spożywczego i Skupu”[3][4]

30 listopada 1990:
- Odznaka „Za zasługi w obronie granic PRL”
- Odznaka „Za zasługi w ochronie porządku publicznego”
- Odznaka „W Służbie Narodu”

24 sierpnia 1991:
- Odznaka „Za Zasługi dla Ochrony Przeciwpożarowej”
- Odznaka „Zasłużony Funkcjonariusz Pożarnictwa”

11 października 1991
- Odznaka „Budowniczy Huty im. Lenina”
- Odznaka „Na Straży Pokoju”
- Odznaka Braterstwa Broni

16 października 1992
- Medal „Za udział w walkach o Berlin”

25 sierpnia 1993
- Odznaka „Budowniczy Huty Katowice”
- Odznaka „Budowniczy Nowej Huty”
- Odznaka Przysposobienia Sanitarnego
- Odznaka honorowa „Za 1.000.000 km lotu”

28 listopada 1995
- Odznaka „Racjonalizator Produkcji”
- Odznaka „Zasłużony Racjonalizator Produkcji”
- Odznaka „Zasłużony dla Wynalazczości i Racjonalizacji”

10 kwietnia 1996:
- Medal za Wybitne Osiągnięcia Sportowe
- Odznaka honorowa „Odznaka Mistrza”
- Odznaka honorowa „Zasłużony Pracownik Morza”
- Odznaka „Mistrz Sportu”
- Odznaka „Wzorowego Sprzedawcy”
- Odznaka „Wzorowy Księgarz”
- Odznaka „Zasłużony dla Energetyki”
- Odznaka „Zasłużony dla Leśnictwa i Przemysłu Drzewnego”
- Odznaka „Za zasługi dla przemysłu chemicznego”
- Odznaka „Za zasługi dla rozwoju przemysłu maszynowego”
- Odznaka „Za zasługi dla transportu PRL”
- Odznaka „Zasłużony dla polskiej geologii”
- Odznaka „Zasłużony drukarz”
- Odznaka „Zasłużony Działacz Kultury Fizycznej”
- Odznaka „Zasłużony Działacz Turystyki”
- Odznaka „Zasłużony Mistrz Sportu”
- Odznaka „Zasłużony Pracownik Handlu i Usług”
- Odznaka „Zasłużony Pracownik Handlu Zagranicznego”
- Odznaka „Zasłużony Pracownik Przemysłu Lekkiego”
- Odznaka „Zasłużony Pracownik Rolnictwa”
- Odznaka „Zasłużony Pracownik Łączności”
- Odznaka „Przodujący Drogowiec”
- Odznaka „Za wzorową pracę w służbie weterynaryjnej”
- Odznaka „Za zasługi w dziedzinie geodezji i kartografii”

6 lipca 1996
- Odznaka „Zasłużony Trener”

30 listopada 1999
- Odznaka honorowa „Zasłużony dla Budownictwa i Przemysłu Materiałów Budowlanych”

21 stycznia 2000:
- Odznaka honorowa „Wzorowy Kierowca”
- Odznaka honorowa „Za wzorową pracę w służbie zdrowia”
- Odznaka honorowa „Za zasługi dla gospodarki przestrzennej”
- Odznaka honorowa „Za zasługi dla ochrony pracy”
- Odznaka honorowa „Za zasługi dla ochrony zdrowia”
- Odznaka honorowa „Za zasługi dla oświaty”
- Odznaka honorowa „Za zasługi dla statystyki PRL”
- Odznaka honorowa „Zasłużony dla bankowości PRL”
- Odznaka honorowa „Zasłużony dla górnictwa PRL”
- Odznaka honorowa „Zasłużony Pracownik Informacji Naukowo-Technicznej”

4 czerwca 2000
- Odznaka „Za zasługi dla celnictwa PRL”

22 grudnia 2000:
- Odznaka „Za zasługi dla finansów PRL”
- Odznaka „Za Zasługi dla Obrony Cywilnej”
- Odznaka „Za zasługi w zwalczaniu powodzi”
- Odznaka „Zasłużony dla ubezpieczeń społecznych”
- Odznaka „Zasłużony Opiekun Społeczny”

17 czerwca 2005:
- Odznaka „Zasłużony Działacz Kultury”

25 kwietnia 2022:
- Odznaka honorowa „Za Zasługi dla Ochrony Środowiska i Gospodarki Wodnej”

Data zniesienia nieznana:
- Odznaka „Przodujący Kolejarz”

### Odznaczenia III RP
- Medal „Pro Memoria” (2005-2011)[20][21]
- Odznaka „Zasłużony dla Służby Celnej” (1999/2010-2017)
- Odznaka Honorowa za Zasługi dla Skarbowości RP (2012-2018)[22][23]